# Chuyến bay 331 của American Airlines
Chuyến bay số 331 của American Airlines là một lịch trình chuyến bay quốc tế từ Sân bay quốc gia Ronald Reagan tại Washington DC đến Kingston, Jamaica, viếng qua Miami, chở 148 hành khách và sáu phi hành đoàn, bị trượt khỏi đường băng trong lúc hạ cánh bị cản trở bởi thời tiết xấu và đèn tiếp cận sân bay không hiệu quả, tại Sân bay quốc tế Norman Manley ở Kingston ngày 22 tháng 12 năm 2009. Chiếc máy bay tiếp tục trên mặt đất bên ngoài chu vi sân bay và gãy rời gây thương tích.